# پارنل گورلی
پارنل گورلی (انگلیسی: Parnell Gourlay; ۳ فوریهٔ ۱۸۷۹ – ۱۵ نوامبر ۱۹۵۸) بازیکن فوتبال اهل کانادا بود.
وی به‌همراه باشگاه فوتبال گالت به قهرمانی بازی‌های المپیک تابستانی ۱۹۰۴ دست پیدا کرده‌است.